# Annales Bertiniani
Annales Bertiniani je historické dílo sepsané v 9. století v západofranské říši a navazující na tzv. Letopisy království Franků (Annales regni Francorum). Známé též jako Letopisy svatého Bertina, podávají zprávy o období mezi lety 741 a 882 a jsou považovány za nejdůležitější pramen pro dobu západofranských panovníků Karla Holého, Ludvíka II. Koktavého, Ludvíka III. a Karlomanna.

## Přehled
Pojmenování Letopisů podle opatství Saint-Bertin pochází z nejstaršího dochovaného rukopisu z 10. nebo 11. století. Snad ještě starší je opis z Remeše, který je však znám pouze z pozdního opisu ze 17. století.
Lze rozlišit tři části. První pokrývá období mezi lety 741 a 835. Zpráva o letech do roku 829 je v podstatě opisem Letopisů království Franků s některými doplňky; teprve od roku 830 podává autor samostatné zprávy. Iniciátorem této části mohl být arcijáhen Fulko, opat kláštera Saint-Hilaire-de-Poitiers.
Druhá část podává zprávu o událostech mezi lety 835 a 861. Jejím autorem je Prudentius, duchovní z Pyrenejského poloostrova, který byl kaplanem za Ludvíka Pobožného a v polovině čtyřicátých let 9. století byl povýšen na biskupa v Troyes. Vzhledem ke svému postavení měl Prudentius dobré znalosti o dění na královském dvoře, a proto nabízí zasvěcený pohled na tehdejší politiku.
Tato druhá část je zvláště významná tím, že popisuje první zmínky o výbojích skandinávských Varjagů, známých také jako Rusové, v severní Rusi, z níž později vznikla říše Kyjevská Rus. Letopisy popisují výslech delegace Rusů císařem Ludvíkem v Ingelheimu na Rýně v roce 839. O rok dříve byla delegace hosty na východořímském dvoře v Byzanci a poté se rozhodla vydat se domů cestou přes Baltské moře, aby byla v bezpečí před častými loupeživými útoky Maďarů ve stepích východoevropské nížiny, k čemuž potřebovala Ludvíkovo povolení k přechodu přes franskou říši. Na císařův dotaz Rusové vysvětlili, že jejich kmen původně přišel ze Švédska a usadil se v severním Rusku pod vedením chacana (latinský název pro kagana), který byl vybrán z jejich řad. Rusové titul kagan pravděpodobně převzali zprostředkovaně od Avarů, kteří byli při své tehdejší expanzi ve východní a jihovýchodní Evropě v neustálém konfliktu jak s Franky, tak s východním Římem; toto označení se po několik staletí zachovalo v názvech tehdejšího ruského státu (z něhož byl nakonec odvozen dnešní název Rusko), stejně jako knížecí titul kňaz, který se odvozením od germánského termínu kuningaz pro „krále“, se udržel až do novověku.
Třetí část zahrnuje léta 861 až 882 a jejím autorem je arcibiskup Hinkmar z Remeše. Nejpozději po smrti Karla Holého (877) byl Hinkmar vůdčí politickou osobností západofranské říše a měl rozsáhlé informace o politickém dění své doby. Díky tomu jsou jeho podrobné zprávy vynikajícím pramenem. Nemělo by se však přehlížet, že zprávy jsou silně ovlivněna Hinkmarovými osobními soudy.
Chronologicky navazují na Letopisy svatého Bertina Annales Vedastini vedené až do roku 900.

## Edice
- Annales de Saint-Bertin. Hrsg. v. Félix Grat/Jeanne Vielliard/Suzanne Clémencet (mit Einführung von Léon Levillain), Paris 1964.
- Annales Bertiniani. In: Georg Heinrich Pertz u. a. (Hrsg.): Scriptores (in Folio) 1: Annales et chronica aevi Carolini. Hannover 1826, S. 419–515 (Monumenta Germaniae Historica, digitalizace)
- Georg Waitz (Hrsg.): Scriptores rerum Germanicarum in usum scholarum separatim editi 5: Annales Bertiniani. Hannover 1883 (Monumenta Germaniae Historica, Digitalizace)

## Překlady
- Annales Bertiniani/Jahrbücher von St. Bertin (Quellen zur karolingischen Reichsgeschichte, Teil 2). Neu bearb. v. Reinhold Rau (Freiherr vom Stein-Gedächtnisausgabe 6), Darmstadt 1969, S. 11–287 (lateinisch/deutsch, ab 830).
- The Annals of St-Bertin (Ninth-Century Histories, Vol. 1). Hrsg. von Janet Nelson. Manchester-New York 1991.